# Kemexhe
 (novembre 2016).
- Si vous ne connaissez pas le sujet, laissez ce bandeau (vous pouvez alors contacter les auteurs).
- Si vous supprimez le contenu mis en cause (vous pouvez préalablement contacter les auteurs),

argumentez précisément cette suppression dans la page de discussion
(un manque de référence n'est pas un argument ; une recherche réelle de référence doit avoir été effectuée, être formellement documentée).
Kemexhe, en wallon liégeois K’mexh', est une section de la commune belge de Crisnée située en Région wallonne dans la province de Liège. 
C’était une commune à part entière avant sa fusion en 1964 avec Thys, Odeur, Fize-Marchal et Crisnée pour former la nouvelle entité de Crisnée.

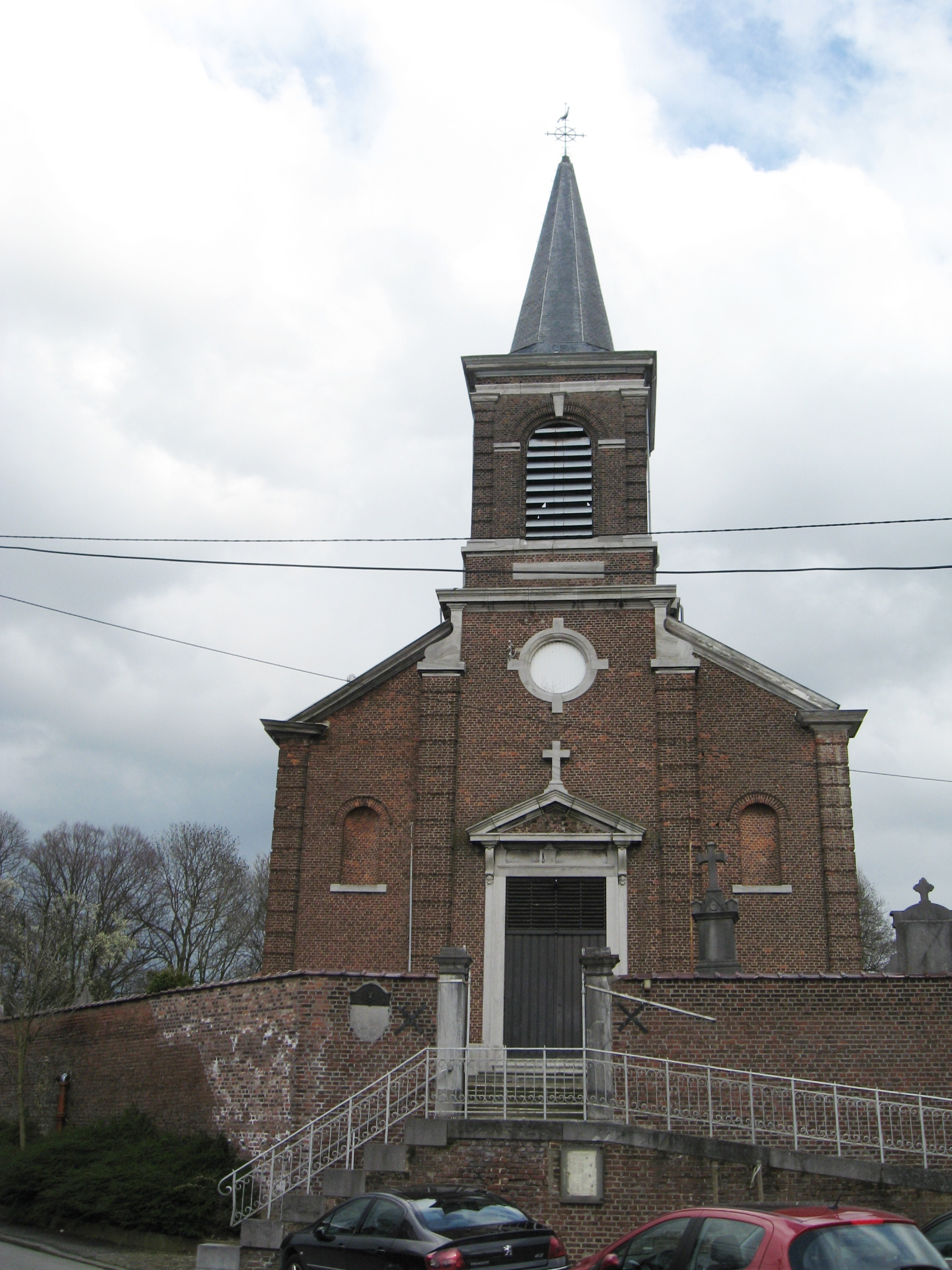
L’église Saint-Vincent.

## Étymologie
Il est probable qu'une agglomération existait avant l'arrivée des Romains. Qui, sinon les habitants de l'endroit et des environs, aurait tracé les voies qui se croisaient en étoile au lieu dénommé plus tard Batch'-dès-Macrales? Il fallait aussi que ces mêmes habitants nomment leur localité pour la distinguer de ses voisines.
Seule la tradition orale était en mesure de nous renseigner à ce sujet. C'est sur cette tradition que les premiers chroniqueurs se sont basés pour nommer notre village. Ils l'ont fait avec les moyens de révoque, transcrivant avec leur orthographe approximative un nom qui leur était plus ou moins mal prononcé.
Plus tard, au XIVe siècle, le chroniqueur liégeois Jean d'Outremeuse n'a pu que se fier à ces témoignages et à ces anciens documents pour nous transmettre son message. Par exemple que saint Materne vint ici évangéliser notre village. Et lui-même a écrit à la mode de son temps, avec sa langue et son orthographe. Voilà qui explique ces variations du nom de notre village dont la graphie sera fixée sur Kemexhe.
Ces anciens documents dataient du début du XIIe siècle mais ils ne concordent pas sur le nom de Kemexhe. En se limitant aux XIIIe et début XIVe siècle cela nous offre nombre de variétés.

### Nom latin
"Quand apparaissent les premières déformations du nom, au début du XIIe siècle, il y a déjà un millénaire que le nom existe. Et la forme comafia, dont les auteurs précédents se prévalent, n'est que la relatinisation faussée - fréquente à l'époque - d'une forme patoisante.

#### Lexde Notger
On trouve la même année Commehe et Quemeche (1239). L'écriture est mal fixée, le nom non plus. Suivant que le scribe était de Kemexhe, de Lamine ou d'Othée, le nom prenait différentes formes. Le nom de Kemexhe ne sera fixé qu'au XVIIe siècle, sous une graphie engendrant une prononciation moderne du x. Il s'agit en fait d'une graphie pour préciser que le h doit être prononcé.

### Nom wallon
Par ignorance, le XXe siècle, perdant lentement ses traditions wallonnes, et ne connaissant pas la prononciation autochtone, prononcera le x. (Vide Xhendelesse, Xhoris, Xhendremael, etc). Le wallon prononce le nom du village de manière correcte:
"La forme varie depuis des siècles, mais c'est aujourd'hui K'mèh.
Plusieurs villages des environs se sont distingués de leurs homonymes par la mention "près de Kemexhe" probablement dû à l'importance du bourg.

## Géographie physique
Kemexhe est situé à 14 km au nord-ouest de Liège, proche de la chaussée romaine Tongres-Amay. Le territoire de l'ancienne commune était de 456 hectares confine aux villages d'Odeur, Villers-l'Évêque, Fooz, Freloux, Momalle, Fize-le-Marsal, Crisnée, et présente une forme rectangulaire assez régulière, sauf au sud-ouest où une pointe s'avance vers Freloux.
Les limites de la commune suivent plusieurs tronçons de vieux chemins qui sont antérieurs à celles des anciennes seigneuries: - le chemin de Fize à la Râperie, la chaussée romaine Tongres-Amay (N69), - l'ancien chemin de Fize à Villers-l'Évêque, - l'ancienne route de Liège à Saint-Trond par Hognoul et Fooz (N3).
Le territoire appartient au bassin du Geer (donc de la Meuse via Maastricht), et suit une pente générale descendant du sud vers le nord. Le point culminant - 152 mètres - est situé aux confins de Fooz, un peu au sud de la route Fooz-Kemexhe. Au nord de ce point, la ligne des crêtes suit à peu près la limite du village.
À l'ouest se creuse une vallée formée par la réunion de deux anciens ruisseaux, l'un venant de Fexhe et de Freloux, l'autre venant des confins de Fooz et de Fexhe. Cette vallée est orientée sud-nord et forme, entre la voie de Fooz et la voie de Liège un repli très caractéristique dont les trois versants forment comme un pétrin (èl m&). Par le fond dè Vivî, elle gagne ensuite Villers-l'Évêque et Odeur. Ce ruisseau, à sec, sauf pendant la période des pluies, est dit "al rôye d'êwe" (à la ligne d'eau).
Une autre vallée traverse tout le territoire du sud au nord, venant de Noville et de Streel (dépendances de Fexhe-le-Haut-Clocher). Elle est suivie par le rouâ di Strêle, passe au Pont dans le village, traverse la Chaussée romaine et, par le fond gagne le village de Crisnée par le point le plus bas de Kemexhe : 121 mètres.
La ligne des crêtes qui sépare ces deux vallées porte les noms de hauteurs. Vers le Nord, les deux vallées divergent, et entre elles se creuse un fond qui s'allonge en direction d'Odeur.
Une troisième vallée est proche de la lisière occidentale du village. Elle se rattache à un fond venant de Fize-le-Marsal et va rejoindre le grand ruisseau venant de Streel. Au sud, la ligne des crêtes entre ces deux dernières vallées suit à peu près la Chaussée romaine 

## Histoire du ban de Kemexhe

### Les anciens sceaux échevinaux
Un saint, probablement saint Jean l'Evangéliste, nimbé, accosté de deux arbustes et portant sur la main gauche un écusson à trois jumelles, XIVe siècle
- Légende:S. curie ville de keniehe[3],[4].

À l'acte de 1387, les échevins de Kemexhe déclarent avoir pendu ...rostre propre général et commun seul de nosfre dicte halte court, dequeil usons eu nos oevres et lettres a suelleir en teils semblons cas. Le blason figurant sur ce premier sceau pourrait être celui du doyen de Saint-Jean à l'époque de la confection dudit sceau.
Aigle essorante, emblème de Saint Jean l'Evangéliste
- Légende : S. delle court de kemexhe, fin du XVe siècle[5]

### Les Anciennes juridictions du Ban

#### Seigneurie tréfoncière
Pays de Liège, Seigneurie appartenant à la Collégiale Saint-Jean de Liège.

#### L'avouerie
On trouve mentionnés comme avoués de Kemexhe: en 1230, Rigaud de Beaurieux, en 1238 Amel, fils (lu précédent, en 1281 et 1318 Jean de Cockeroul, fils d'Anmel, en 1330 Amel, fils du précédent, mort sans hoirs le 4 mai 1375.
L'avouerie appartient en 1414 à Jean del Champ de Fexhe, fils de Lambert de Fexhe-le-Haut-Clocher et d'Odile de Champ laquelle était fille de Jean de Champ et de Gertrude de Kemexhe, sœur d'Amel.

#### La noblesse
Il y avait vers 1200-1400 deux familles nobles à Kemexhe: les de Beaurieu et les de Pénilh, toutes deux issues de la plus puissante famille de Hesbaye dont le grand aïeul était Raes de Danmartin qui avait épousé Alix de Warfusée. Il est aussi difficile d'établir leur histoire que de situer leur manoir. Des Beaurieu : "Burelé d'argent et d'azur, de dix pièces au lion de gueules sur tout" dix rayures de blanc et de bleu avec un lion rouge). Armoiries des Pénilh :
"De gueules au lion d'or", ce qui signifie: un lion d'or sur fond rouge.
Noblesse et blasons n'empêchent pas Charles le Téméraire de détruire leur manoir-château avec son artillerie lors de sa marche sur Liége en 1468, ... à moins que les pierres de ces vieilles bâtisses abandonnées aient servi à construire des maisons à Kemexhe.
Fin de l'Avoueriede Kemexhe
Les deux branches étaient éteintes, mais l'Avouerie de Kemexhe ne disparaîtra pas pour la cause et on en retrouvera des traces jusqu'en 1600 environ, mais le titre parait être devenu honorifique: on cite vers 1580, Guillaume Collar, "avoué et haut officier de Kemexhe.

#### La Cour de Justice
Les seigneurs de Kemexhe (lès ch'neûs ou les chanoines du chapitre de Saint-Jean) nommaient les membres d'une Cour de justice locale, composée de sept échevins, dont la juridiction s'étendait aussi au village de Herstappe. Mais en 1331 si le maieur est commun aux deux villages, il y a deux séries d'échevins et Herstappe tient des plaids ordinaires distincts de ceux de Kemexhe et les actes sont établis en son nom propre.

#### Plaids généraux
Les manants de Herstappe ne se dérangeaient pas volontiers, alléguant que leur villaige et haulteur est particulière et distincte, mesmes quilz denioient avoir a nul jour comparu audit Kemexhe aux plaix generalz. À Kemexhe, les plaids généraux se tiennent à la Saint-Remy, aux Rois et le lundi de Pâques Closes.
La règle est que tous masuiers et surseans sont tenus de y comparoir au son de la cloche sonnant; les plaids ordinaires étant annoncés à l'église (en chaire). Les échevins siègent en plein air, sur des bancs, des xhammes. Les assemblées se font devant l'église, sur le cimetière ou au pied de celui-ci.

#### Les arbres de justice
Le tilleul sous lequel on proclamait les sentences de la cour de basse justice était appelé "l'arbre de justice". Les publications se font "au Pont" où s'élève aussi un tilleul et, comme l'on écrit alors : publyet sur le pont a Kemexhe ou que l'on est acoustumé faire publications. Quand l'intimé est absent, l'affichage est fait outre au perron de Waremme et parfois à celui de Liège. On allait en rencharge (appel) aux Échevins de Liège qui devaient confirmer les peines infligées par la Cour de Kemexhe.
Un texte de 1345 en fait mention : "le court Lyna Lentretailheur, séante devant le tilhou en la ville de Kemexhe"...
Le 7 décembre 1705, le curé fit planter cinq tilleuls près de l'église au pied du cimetière, et un autre à la Tombale, au Batch dès Macrales, lequel fut abattu en 1856 par un ouragan.

#### Amendes et pèlerinages
Si on n'applique plus couramment la loi du Talion (œil pour œil, dent pour dent), et faute de prison, les pénalités sont lourdes, consistant en amendes et en pèlerinages à des sanctuaires renommés. Ainsi, au XVIe siècle: Walcourt, Aix, Vendôme, Rocamadour, Rome, Saint-Jacques de Compostelle. Celui qui ne soumet pas est banni ou aubain.

#### Procédures
Les surcéants kemexhois semblent avoir été procéduriers. En une seule séance de 1586, quinze affaires sont traitées. Malgré les amendes, les plaintes pour rixes et meurtres sont fréquentes. Quelques exemples d'affaires en un temps où le paysan ne se met en route, même dans son village, qu'armé de son gourdin lequel, tempérament ou cervoise aidant, se met vite en action! Plaintes pour soy avoir combattu a sang courant contre le sergent Fennar ou contre le forestier Glaude qui auraient peut-être abusé de leur autorité, plaintes contre les notables, comme le «chirurgien» Tombeur... Parfois on juge pour mort d'homme: Martin Humblet qui a été tué d'un coup d'épée au cours d'une rixe, ou Guillaume Strengnart tué d'un coup d' "harquebuse" au ventre...

### La potence
Quattre verges scituées en lieu-dit aile voye de Foz, aile justice" (1584), les condamnés à mort sont conduits à la justice, c'est-à-dire à la potence laquelle était dressée, aux confins du village, vers Fooz.

### Les cours
Les cours, petite disposition d'habitations particulière autour d'une courette, sont déjà citée en 1414. Quelques maisons, souvent modestes, regroupées autour d'une cour centrale, proviennent de l'ancienne topographie du village,.

### Les tours et bômes
La famille de Kemexhe, noble lignage de Hesbaye, porte le surnom de la Tour. On lit quelque part pro turri quatuor fratrum (1357)...
Il est probable que cette famille habitait le manoir, dit "le priese des chevaliers" où s'élevait une tour. Rien ne subsiste de ce manoir, ni de cette tour, mais les textes permettent de localiser le lieu-dit à l'endroit où a été bâtie l'école communale-mairie, près de l'église. De là un souterrain menait, dit-on, jusqu'au château d'Odeur. On ne l'a jamais découvert.
Cette tour était mentionnée en 1532 comme servant de grenier.
Quelques vieillards de Kemexhe, en 1937, se rappelaient que le lieu était dit dans leur jeune temps : li corti al toûr. Lors des travaux pour la construction de l'école, on a mis au jour des fondations d'une solidité remarquable, ainsi que des pièces de monnaie. Au XVIIe siècle, ce bien, dit Dellethour, appartenait encore à la même famille, et François de Lathour fait deminner une maison appelée maison del Thour contre son frère, messire Renier de la Thorn, jadis demeurant audit Kemexhe.
Une autre tour, encore debout au siècle dernier s'élevait dans la prairie près du pont, en face de la ferme Couard, dite amon Dèltoûr. Le Dictionnaire de Delvaux; édité en 1842, signale à Kemexhe "une vieille tour, qui parait dater du XIIe ou du XIIIe siècle".
Cette tour n'est pas celle qui se dressait sur le tièr près de l'église. Les vieillards cités plus haut se rappelaient avoir entendu parler des ruines d'une tour qui s'élevait dans une prairie, en face de la grande ferme dite amon Dèltoûr, près du pont.
Une éminence était encore visible en 1937 dans cette prairie. On devait y reconnaître les vestiges d'une motte féodale avec d'autant plus de vraisemblance qu'il existe un souterrain à cet endroit. Un large effondrement s'est produit à cet endroit, vers 1850, alors qu'on abattait un arbre dans la prairie. La légende parle des litons qui habitaient ces trous.
C'est sans doute la pièce centrale du souterrain qui s'est effondrée. Peut-être cette "bôme" était-elle semblable aux autres bômes de Hesbaye, dont certaines pourraient être antérieures à la période féodale. Les personnes qui sont descendues dans les bômes encore intactes de Fooz et de Fexhe-le-Haut-Clocher parlent des vastes dimensions de cette salle, soutenue au centre par un massif pilier de terre. Ils la comparent à une salle de danse à cause de la banquette circulaire et disent qu'un chariot attelé de quatre chevaux y tournerait à l'aise.
On mentionne les bômes de Jeneffe, près du cimetière, de Bovenistier qui ont fait l'objet d'une étude; des souterrains signalés à Les Waleffes, à Pousset, à Viemme dans la cour d'une ferme où ils sont appelés trous à Mons.
Il faut signaler, près de Kemexhe, la bôme bonne et ségure de Russon, et surtout la bôme de Fize-le-Marsal où le seigneur fut bloqué et frit. Car ces bômes servaient de refuge aux habitants de la ferme, et des environs, en cas d'agression. À Fize-le-Marsal encore, à la fin du XIXe siècle, un effondrement se produisit dans l'entrée de la grange de la fort ancienne ferme de la Marsale, engloutissant au moins un chariot et une machine agricole. Mais jusqu'à présent on n'y a procédé à aucune recherche sérieuse. La légende assure que cette bôme serait le début d'un souterrain conduisant jusqu'au château d'Otrange.'
(HEM) (HER) (ED)

### Le four banal
On l'appelait li for di mon Bastégn, et ces Bastègn' habitaient dans la Coûr di mon Djàmâr, une cour entourée de quelques maisons à la bifurcation de la rouwale et la voie d'Odeur.
Ce four, commun à une quinzaine de ménages, servit au moins jusqu'en 1930. Lors de la fête paroissiale d'hiver en janvier - la St-Vincent de Saragosse - ce four servait sans interruption du mardi jusqu'au dimanche pour la cuisson des tartes. Aujourd'hui, ce four n'existe plus.

### Manger pour vivre
On mange du pain noir cuit au four banal, de la potkéze, de la soupe à base de légumes et de lard à l'occasion, car la pomme de terre est inconnue. On fait des bouillies de seigle où d'orge, un brouet agrémenté de quelques légumes du potager, rave, navet, poireau, chou, pois... On boit surtout de l'eau, parfois du petit-lait.
Il n'y a pas de couverts, on mange avec les doigts; on saisit la viande (quand il y en a) prédécoupée dans des plats, on la dépose sur un tranchoir de gros pain (les assiettes n'existent pas) et on la trempe dans une écuelle de sauce disposée pour plusieurs personnes.
Promiscuité rude car on ignore les règles les plus élémentaires de l'hygiène, à preuve ces recommandations:
Si tu veux saler ta viande, abstiens-toi de la tremper entière dans la salière ! Si tu as porté un morceau à la bouche, ne le remets pas dans le plat ! Garde-toi de mâcher trop de pain ou de viande et ensuite de recracher sur la table. Si tu as la bouche malpropre ou baveuse, essuie-toi les lèvres avec la nappe. Si ton nez est morveux, ne le torche pas de la main nue avec laquelle la viande est tenue, ce fait est vilain et honteux.

### Les Registres d'état civil
Du registre paroissial au registre communal: la décision est prise par le Directoire par la loi du 20 septembre 1792,
Depuis cette date dudit calendrier républicain, les actes officiels des naissances, mariages et décès furent enregistrés et transcrits dans les registres communaux de l'état civil de Fize-le-Marsal et de même dans les autres communes dit canton de Kemexhe, dont Thys, et lesdits actes des cinq villages de l'actuelle entité de Crisnée seront rédigés selon une formule beaucoup plus détaillée et qui variera plusieurs fois au cours des temps, et des témoins seront requis.
Depuis le 1er janvier 1965, tous les actes de l'entité sont enregistrés à Crisnée.

### Un cas de sorcellerie
En 1949, on rapporte les apparitions d'un fantôme à l'Abreuvoir aux Sorcières à Kemexhe. Une ronde de gendarmes met rapidement un terme aux déambulations nocturnes de ce plaisantin anachronique. Ce fameux "Batch dès Macrales" en forme d'auge a disparu lors de l'aménagement de la Chaussée-verte.

## La population

### Patronymes duXVIIIe
Albert Creyer Gilissen	Leduc Piriek
Alexandre	Debouche	Giroulle	Libioulle	Rennotte
Antoine Deehamps	Godelaine	Lonein Sacré
Banneux Deltour Grégaire	Macors Sauvage
Bastin Démarche	Guissart	Maquoi Scabers
Bauduin Deperron	Hanson Martin Staffe
Bonehère	Dethier Heptia Mélon Stévart
Brassinne	Dupont Jadoulle	Ogier Strengnart
Carstenstadt	Florenville	Jamoulle	Pasques Tombeur
Collard Florkin Kurtem Petitjean	Vincent
Colsoul Gérard Leburton	Pinte Walkin
Pire, Wilmart.

### Patronymie
On considère que ces (sur-)noms, devenus les noms de famille actuels, proviennent de quatre sources : l'origine, le métier, le baptême, le sobriquet.
Pour ce qui concerne Kemexhe, il peut être possible de trouver dans l'histoire du village la provenance de certains noms de famille.
Les noms d'origine: ils dépendent de la situation de la maison, du lieu de provenance.
On range dans cette catégorie : Banneux, Bolland, Ceinte, Cologne, Defize, de Foot, Dengis, Florenville, Fontaine, Fraipont, Fumai, Loncin, Namur, Thys, Van Antwerpen,... Dechamps, Defalle, Defassé, Deltour, Delvaux, Demoulin, Deperron, Derwa, Dessar(t), Dethier, Devivier, Dubois, Duchateau, Dumont, Dupont, Dutilleul, Duvivier, Lahaye,...
Les noms de baptême : certains prénoms aux XIIIe et XIVe siècles ont récolté un tel succès qu'ils ont fini par s'imposer connue vrais noms de famille : Adam, Albert, Alexandre, Antoine, Baptiste, B(e)auduin, Berthe, Bertrand, Christophe, Colette, Daniel(s), Denis, Etienne, Francis, Franck, Georges, Gérard, Grégoire, Hermans, Hubert, Jacolet, Jacques, Lambert, Laurent, Léonard, Libert, Lucas, Martin, Mathurin, Paulus, Rubens, Urbain, Vincent, Willems.
Les noms de métiers : ils datent le plus souvent du Moyen Âge et ont persisté même quand ledit métier avait tout à fait disparu. On peut classer dans cette catégorie:
Bailly, Bure, Chaspierre, Debièvre (chasseur de castors), De Ridder, Drapier, Jaegers, Jeandarme, Lefèbvre, Lévêque, Maréchal, Pinte, Schoenaers, Schoenmakers,...
Les sobriquets : ils sont attachés aux caractéristiques physiques ou morales des individus, leurs qualités, défauts, habitudes de vie. On reconnaît à Kemexhe :
Blanchart, Bonnechère, Chabot, Debout, Dieu, Duchêne, Humblet, Koenig, Koninck, Lacroix, Lafosse, Leclercq, Ledouble, Leduc, Lefin, Lehaut, Lelarge, Lenoir, Malchair, Maillard, Musick, Pâques, Père, Petit, Petitjean, Sacré, Sauvage,... (CHR)

### Statistiques
Rue - Maisons - Nbre - Date moyenne de la rue d'hab - Même résidence - H - F 0 à 20
Rue Vincent-Bonnechère	55	156 1.9.1981 79	77 55
Rue Burette 8 13 1.5.1987 7 6	1
Chaussée-Verte 52	146 1.7.1986 74	72 52
Rue Henri-Daniels	38 98 1.9.1977 46	52	6
Rue Oscar-Driesmans 9 26 1.9.1970 11	15	9
Voie-de Fieze 1 4 1.6.1994 3 3	4
Rue Hayette 1 4 1.1.1988 2 2	2
Rue Lin Mélon 9 77 1.1,1985 41	36 23
Rue P- & R- Sacré	38 96 1.9.1980 47	49 19
Rue Sous-le-Pont 1 4 1.9.1986 1 3	2
Rue de Villers 15 44 1.7.1980 20	24 12
Les 11 rues du village 247	670	= 2,7 habitants par maison en moyenne
Soit 331 hommes et 339 femmes;	150 jeunes de 0 à 20 ans soit 22 %. de la population.
Au 31/12/1947. par comparaison avec les 521 habitants de Kemexhe. on en dénombrait:
a Bergilers	701	à Crimée	525	à Momaile 1.273
à Grandville	543	à Fine 547	à Lamine 523
à Oreye	,	945	à Odeur 303	à Hodeige 833
à Oieye	.	971	à Thys à Remicourt	1.170
à Lens/Geer	368	à Freloux 69	à Fexhe-le-H-C ; 887
(CHR)

#### Recensement

##### Entité de Kemexhe
- En 1628 : 150 communiants
- En 1712 : 256 habitants
- En 1806 : 416 habitants
- En 1831 : 505 habitants
- En 1890 : 559 habitants
- Fin 1914 : 522 habitants
- Fin 1932 : 575 habitants
- Fin 1947 : 521 habitants

##### Entité de Crisnée
- Fin 1965 ; 2115 habitants
- Fin 1993 : 2298 habitants
- Fin 1994 : 2324 habitants
- Fin 1995 : 2359 habitants
- Fin 1996 : 2399 habitants
- Fin 1997 : 2639 habitants
- Fin 1998 : 2505 habitants

La plupart des maisons du village ont moins de trente ans d'âge. Le nombre de permis de bâtir (rénover, agrandir) octroyés le précise : de 9 en 1992 et 30 en 1993 à 40 en 1994, 21 en 1995, 35 en 1996 et 35 en 1997, chiffres parmi lesquels Kemexhe se taille la plus grande part.

## Administration
Les bourgmestres de Kemexhe sont répertoriés depuis 1230 jusqu'à Henri Daniels, fin 1964, dernier bourgmestre de Kemexhe. À partir de la fusion des communes de Crisnée, Fize-le-Marsal, Kemexhe, Thys et Odeur, au ler janvier 1965, la nouvelle entité Crisnée aura un seul bourgmestre.

## Protection Civile
Les installations de la Protection civile de Crisnée, se trouvent sur le territoire du village de Kemexhe, depuis 1956, sur un terrain entre la rue Vincent-Bonnechère et la rue de Villers.
Pour exécuter ses missions, le PC de Kemexhe comptait un personnel de plus de cent membres mais ce nombre est en diminution.

## L'enseignement

### Les cinq écoles
La mémoire s'est perdue du bâtiment qui accueillait les écoliers kemexhois avant la Révolution de 1789, néanmoins on sait qu'une école existait en 1712 (et sans doute déjà auparavant) sous la direction du curé ou d'un vicaire ou marguillier-prêtre où l'on apprenait un peu . à lire et calculer, mais d'abord le catéchisme. Les meilleurs élèves, ceux qui avaient le mieux retenu des leçons et, par exemple, savaient signer autrement que par une croix, parvenaient aux emplois, facteur, échevins ou, pourquoi pas, bourgmestre...
Cette salle d'école ne devait pas être bien luxueuse, ni spacieuse, en un temps où la plupart des maisons d'habitation elles-mêmes étaient petites, basses et pauvrement meublées. Peut-être se trouvait-elle à côté du presbytère, dans une sorte de grange ou d'appentis...
En 1790, les habitants adressent une requête "au décimateur liégeois afin d'assurer une portion congrue au marguillier prêtre chargé de l'instruction des enfants, et afin d'édifier une école et une maison convenable pour loger le marguillier".
Cette salle d'école selon la tradition existait en 1837 au no 57 de la rue d'Odeur : transformée
aujourd'hui en maison d'habitation, elle est contigüe au no 55, et située au carrefour de la rue d'Odeur et de la rue vers la Burète. Il s'agit de la maison habitée aujourd'hui par la famille Jacobs-Vandermeeren, au no 57 de la rue Vincent-Bonnechère.
En 1806, la dotation annuelle de l'école était de 200 francs. Pour ce salaire, l'instituteur, François Joseph FLORKIN (frère du curé) enseignait à ses 49 élèves (26 garçons et 23 filles) la lecture, l'écriture, le calcul, la géographie, le catéchisme et, aux mieux-doués sans doute, le latin afin de les préparer aux humanités... À noter qu'à la même époque un gendarme touchait 432 F et qu'un hectare de terre rapportait net 56,41 F.
Une nouvelle école, commune aux enfants d'Odeur et de Kemexhe, fut ensuite construite dans la même rue d'Odeur, en pleine campagne, à mi-chemin entre les deux villages. Elle existe encore aujourd'hui au no 81 de la rue VincentBonnechère, propriété de la famille f,eunusKeppenne.
Une autre nouvelle école, réservée aux seuls Kemexhois cette fois fut bâtie en 1904, près de l'église, sur l'emplacement de l'ancien manoir des chevaliers de Kemexhe et elle formait bloc avec la maison communale, exactement sur le même modèle architectural que ses homologues les bâtiments à même destination des villages environnants de Crisnée, Fize, Odeur, Thys, Otrange,...
Une fois venu, en 1963, le temps de la fusion des communes, cette école ferma ses portes et les élèves des cinq communes de l'entité "Crisnée" durent migrer vers l'école centrale construite rue Jean-Stassart, à Fizele-Marsal, (HER) (RC) (CHR)

### Les écoliers vers 1900
"...À l'âge de 7 ans, on les envoyait à l'école, la coutume se généralisant de plus en plus malgré la liberté de fréquentation, l'instruction ne deviendra obligatoire qu'en 1914.
Les enfants étaient modestement vêtus. Les garçons portaient un pantalon à tape-cul qui descendait sous les genoux avec par-dessus un tablier noir en satin; les filles une jupe et une blouse, avec le même tablier. Tous portaient de hauts bas noirs attachés par un élastique. L'hiver, les garçons endossaient un chandail qui leur montait jusqu'au cou, sous le tablier; les filles jetaient un châle de laine noire au-dessus du tablier, et tous par les grands froids portaient une paire de moufles en laine de mouton suspendues à un cordon attaché au cou. La plupart étaient chaussés de sabots. Leurs vêtements étaient taillés dans les vieux vêtements du père et de la mère; on n'étrennait le premier costume ou la première robe que pour faire sa communion.
Le matériel scolaire en cette fin du XIXe siècle était des plus rudimentaire. Dans les anciennes écoles dépourvues de bancs, on s'asseyait sur le bord de l'estrade ou le long des murs, tenant sur les genoux une écritoire en bois avec couvercle à glissière qui servait de pupitre et dans laquelle on mettait l'ardoise avec le chiffon, la touche et le livre éventuel de français et de calcul. Mais après 1900, dans les nouvelles écoles pourvues de bancs, l'écritoire était remplacée chez les garçons par "li cof'teur" (mallette en cuir) portée en bandoulière, et chez les filles par un sac en toile cirée, en corde tressée ou par un panier d'osier. Le matériel instructif s'améliore : livre de français et livre de calcul pour tous, cahier de classe (avec couverture en carton dur, souvent offert par saint Nicolas) à côté de l'ardoise, du plumier en bois avec touche, crayon, porte-plume métallique, gomme et, luxe suprême, crayons de couleur et parfois compas.
Certains devaient faire ½ heure ou ¾ d'heure à pied matin et soir; ils mangeaient leurs tartines à l'école, et buvaient au bidon de café ou de chicorée qu'il fallait l'hiver faire réchauffer ou dégeler sur le poêle, ou l'été à la bouteille de "birwète", morceau de jus fondu dans l'eau par agitation de la bouteille. Ils n'étaient pas gâtés non plus du côté des jeux et des friandises.
En dehors des billes, du cerceau et des toupies, les garçons jouaient "aux barres" ou au "saut de mouton" ou plus simplement à se battre ou bien ils formaient des groupes se racontant leurs exploits récents car, après la classe, on se rattrapait. (Voir la "Guerre des boutons" de Louis Pergaud, et "De Witte" d'Ernest Claes). Il y avait aussi des passe-temps saisonniers: pillage des nids et capture de toutes sortes de petits animaux (hannetons, sauterelles, grenouilles, etc) au moyen desquels on se livrait à toutes sortes de jeux particuliers.
Les filles jouaient à des jeux plus calmes : à la poupée (de fabrication maison), au "tahé" (marelle), aux "kèkes" (osselets provenant directement du porc tué), au "sto" (sorte de ballet joué face à un mur avec une balle), à la corde à sauter, à la comptine.
Les friandises étaient rares : en dehors des pommes (qu'on blessait en les frappant à petits coups contre un mur pour les rendre plus juteuses) et des autres fruits du voisin, on ne connaissait guère que le bâton de jus ou le bâton de réglisse quand on avait quelques cents en poche. Le soir, on faisait ses devoirs. Parfois on jouait une partie de cartes, de loto ou de dominos, mais le plus souvent, on écoutait les hommes qui racontaient des histoires.
(d'ap. E.D.)

## La Paroisse

### Curés de Kemexhe
1230- Eilbertus
1331- Sire Wisman, dont la mère Clémence de Frères (t 1307) est enterrée à Kemexhe.
1345- Rigaldus de Kemexhe, chapelain
1352- Jean Copine, de Havines, pourvu de la cure de Komehes à l'âge de 24 ans
1389-1405 Désiré delle Vaus de Kemexhe, chapelain
1454- Jean de Molin, vesti
1511- Nicolle, desserviteur
1520- Henri de Molendino (de Molin), curé
1533- Thierry, desserviteur
1541-1546 Jean Karis, de Aquis, curé
1547-1533 Jacques Lybert (Libiet), curé
1554-1555 Jean de Corswarem, chanoine de Saint-Paul
1556-1559 Thomas Stouten, doyen de Saint-Paul
1560-1561 Waty de Corswarem
1589- Libert de Lens, vicaire
1589-1606 Hubert Strengnart (fils de Jean Humblet, dit Strengnart ou Stregnart) chanoine de St-Jean; il fait desservir successivement par Jean de Kempis (1592), Nicolas Monnet (1597), Jean Theodorici (1597), Lambert Netten (1599-1602), Hubert Gilsen (1630-36)
1607-1636 Martin Streignart, frère du précédent, neveu du suffragant André Strengnart,fait desservir par Théobald le Charlier (1607-1630), Jean Renard (1630-1636)
1636-1657 Jacques Macquoir (Macors?), est assisté dès 1637 de Jean Follain, vicaire-enseignant.
1658-1714 Henri Bottin, d'Awans; à partir de 1694, Pierre Moumalle est son chapelain. Dès 1705 Hubert Jadoulle sera son vicaire
1714-1721 Hubert Jadoulle prend la succession du vieux curé Bottin.
1722-1776 Jean Somalle ; il aura comme vicaires : Cosman Damien Massar
(1729-1744) Baard (en 1750), ensuite M, d'Heur dès 1755 et Joseph Hayn dès 1765.
1776-1791 Damien Tombeur
1791-1792 Charles Tombeur
1793-1851 François Florkin, sauf pendant les années 1801 jusqu'en 1838, où la paroisse de Kemexhe fut succursale de celle de Fize. Son neveu, vicaire, à 32 ans, fut inhumé à Fize en l'an XI.
1851-1885 Alexandre Granville
1885-1895 Alexandre Wilmet
1896-1918 Florent Duyckaerts
1918-1926 Joseph Moreau.
1926-1933 Robert Nolden.
1933.1959 Alphonse Jaegers, de Moresnet.
1959-1965 Henri Vangeel.ensuite curé à St-Julien (Liège); retraité à Chaudfontaine.
1965-1970 Luc Penninckx.11 sera nommé ensuite curé à Yvoz-Ramet.
1965-1965 Xavier Louvet. Dépressif, il est tombé dans la Meuse à Liège et s'est noyé.
1966-1985 Dutilleul qui sera ensuite nommé curé-doyen à Seraing.
1985-1988 Joseph Otte. La charge des cinq paroisses sera trop lourde pour son état de santé
1988-2002 François Gilissen résidait au presbytère de Fize-le-Marsal où il s'est suicidé.
2003-2007 Jacques Lambotte.
2007-2011 Heinz Schneider responsable des dix paroisses d'Oreye et de Crisnée
2011-2020 Jérôme Mulimbi
2020-   Freddy Mwamba
(CHI) (Cle) (CHR)

### Deux figures religieuses

#### L'évêque André Streignart
André Streignart, est né à Kemexhe en 1578 et meurt le 17 mai de l'an 1615, âgé de 80 ans. Il est évêque suffragant de Tagaste est originaire de Kemexhe. Il va, comme son successeur, s'opposer à la propagation du luthéranisme et du calvinisme dans le diocèse de Liège. Son corps était enterré dans le chœur de l'Église des Carmes-en-Île de Liège. 

#### Le missionnaire Lambert Dumont
Joseph Lambert Alphonse Dumont est né à Kemexhe, le 19 octobre 1915, rouwalle di mon R'ni , dans la maison de ses grands-parents. Sa mère, Joséphine Bauduin, s'occupe de ses quatre enfants et, à l'occasion, fait des ménages pour améliorer l'ordinaire. Son père est ouvrier mineur au Charbonnage du Bois-d'Avroy, derrière Saint-Gilles. Il mourra en 1926, âgé de 47 ans de la gangrène à la suite d'une blessure au genou mal soignée. Avec eux vit le grand-père Bauduin, ex-menuisier, qui a travaillé longtemps à la sucrerie de Fexhe-le-Haut-Clocher et qui souffre de la goutte.
Lambert fait ses six primaires dans la nouvelle école près de l'église avec l'instituteur Eugène Strengnart. Le curé Nolden qui a remarqué la piété de son acolyte contacte les R.P. Salésiens du Collège Don-Bosco à Liège. C'est là qu'en qualité d'élève interne et avec l'accord de sa famille, qu'il fera, à partir de 1928, ses Humanités gréco-latines. Lambert Dumont va poursuivre sa formation. D'abord, en 1928, à Grand-Bigard, une année de noviciat pour sa préparation à la vie religieuse au service de la jeunesse; puis, de 1935 à 1938, il poursuit ses études de régent scientifique à l'Institut Saint-Thomas-d'Aquin à Bruxelles.

#### Missionnaire au Congo belge
Le 10 octobre 1938, Lambert Dumont arrive à Elisabethville où il va enseigner au Collège Saint-François de Sales: deux années en 3e primaire. La guerre éclate en mai 1940 et il est mobilisé sur place par le Gouvernement belge pour assurer l'enseignement aux jeunes Européens. Lambert fonctionnera quatre années comme professeur de mathématiques, sciences et géographie et concurremment, il fait deux années de Philosophie (1939-41), puis quatre années de théologie (1941-45).
Lambert Dumont est ordonné prêtre, - le même jour que le R.P. Richard - le 21 mai 1945 à la Cathédrale d'Elisabethville par l'évêque Monseigneur de Hemptinne, vicaire apostolique du Katanga. Il aime rappeler qu'il doit sa vocation à son père, socialiste tolérant, mais surtout à sa grand-mère maternelle, Catherine Leclercq de Fléron, personne très pieuse.
Après un terme de huit ans, rentré en congé de reconstitution en Belgique, le professeur Dumont fait deux ans de chimie à l'Université de Louvain et un an d'étude d'Orientation professionnelle à l'Institut des Hautes Etudes à Bruxelles. Puis il enseignera les sciences, un an à Farnières (Grand-Halleux), et un an à l'Institut Saint-Georges, à Woluwe-Saint-Pierre.
Une très longue carrière au Congo-Zaïre. Lambert Dumont repart pour la Colonie, toujours à Elisabethville. En 1949-56, _ il est professeur de mathématiques et sciences au Collège Saint-François-de-Sales; de 1956 à 1960, il donne les mêmes cours aux élèves autochtones à l'Ècole Technique Don-Bosco, école qu'il dirige de 1959 à 1960.
Inspecteur au Katanga
Après l'indépendance du 30 juin 1960. À partir de cette date et durant plus d'une décennie, notre Kemexhois travaille comme inspecteur diocésain des écoles primaires et secondaires pour écoliers zaïrois du diocèse de Sakania (province du Katanga, rebaptisé Shaba), où il est relayé dès 1969, puis remplacé en 1971 par l'abbé zaïrois Léon Mwanza. De 1969 à 1975, Lambert est directeur de l'Enseignement catholique pour les écoles d'Européens et de Zaïrois du Katanga, dépendant du Bureau de l'Enseignement de Kinshasa, en relation avec le Gouvernement provincial et la Conférence épiscopale du Katanga. Dès juin 1975, date de la nationalisation des écoles, et vicaire épiscopal depuis 1981, le père Dumont aide le personnel religieux à accomplir sa mission, maintient l'entraide et l'harmonie avec les autorités civiles et religieuses. En même temps, il visite les centres de l'intérieur, il veille à la qualité des soins aux hospitalisés.
En 1981-94, le révérend père Dumont est secrétaire-chancelier du diocèse de Sakania, et depuis lors chargé de l'animation spirituelle de quatre congrégations de RR.SS, congolaises.
27 mai 1995: on fête à Kemexhe, en présence de son évêque Mgr Ansini, les 80 ans d'âge et 50 ans de prêtrise de l'enfant du village, le révérend père Dumont qui y revient régulièrement en congé chez avant de repartir, infatigable, vers son Katanga. Marneffe Louis : Chronique des gens et des choses de Kemexhe, 1999.

### Patrimoine religieux
- Èglise de Kemexhe

### Ancien Patrimoine religieux

#### La croix de Kemexhe
Sous l'ancien régime, le chapitre de la Collégiale Saint-Jean-en-l'isle de Liège était possesseur de la seigneurie de Kemexhe.
C'est vraisemblablement à la libéralité de ce chapitre que l'église paroissiale de la localité devait de posséder la remarquable croix dont vient de s'enrichir notre Musée archéologique. L'acquisition, dûment autorisée par les pouvoirs publics, a été réalisée aux frais de l'Association des Amis des Musées de l'Institut archéologique. C'est surtout à Messieurs Jules Dumont, le doyen Ernest Fréson et Georges Petit qu'est due l'heureuse issue de cette opération.

##### Exposition
Cette croix avait échappé à l'attention des organisateurs de l'Exposition de l'art de l'ancien pays de Liège, en 1881, mais figura, en 1905, à l'Exposition de l'Art ancien au pays de Liège. Elle fut en 1924, présentée aux visiteurs de l'Exposition de l'Art ancien au pays de Liège qui eut lieu à Paris. Le comte Joseph de Borchgrave d'Altena a, depuis, consacré une étude très fouillée aux émaux qui la décorent . Ainsi se marque l'importance de cette œuvre d'art. La Croix ne servant jamais au culte et redoutant un vol, le Conseil de Fabrique décide, le 1er janvier 1939) de la céder pour 25 000 francs au Grand Curtius, la "croix en cuivre doré aux quatre extrémités en plaque de cuivre doré et émaillé au procédé de champlevé, de même que les émaux mosans du XIIe et un Christ du XIVe-XVe siècle).

##### Description
La croix mesure, en hauteur, 41,5 cm. Sa largeur est de 30,3 cm. Elle a été découpée dans une plaque de cuivre sur les bords de laquelle a été fixée, au moyen de rivets, une moulure dont la partie plane est décorée d'un quadrillé gravé orné, de distance en distance, de perles. À l'extrémité des bras, cette moulure vient buter contre une plaque rectangulaire, également en cuivre, ornée d'un émail et sertie d'un grènetis, rang de petits grains en relief situé au bord.
Primitivement, la base devait être prolongée par une broche qui était attachée derrière la croix, où elle a laissé des traces, par des rivets qui traversaient la plaque émaillée. Après la disparition de cette broche qui servait à fixer la croix sur un pied, on a sectionné, des deux côtés, la moulure sur une longueur de 1,5 cm à 0,2 cm et on l'a remplacée par des bouts de moulure plus plats, et non ornementés, en laiton. Sur une hauteur d'environ 0,7 cm, a été ainsi obtenue une surface aplatie qui pouvait aisément être introduite dans une fente pratiquée dans un support, où disparaissait la plaque d'émail inférieure, ainsi qu'en témoigne l'usure dont elle a souffert.
En examinant la face postérieure de la croix, on note que l'artisan avait tracé à la pointe, sur la plaque de cuivre, des traits délimitant le profil de la croix. Ceux-ci se retrouvent sur le carré central. D'autre part, pour éviter toute erreur, à chacun des endroits correspondant à l'emplacement des plaques émaillées, on avait eu soin de graver l'une des lettres A. B. C. D. qui devaient figurer au verso de chacune de ces plaques. Toutes ces traces de la fabrication disparaissaient sous la couche d'or qui recouvrait entièrement la croix, et dont elle a gardé bien des traces. Jusqu'à ces derniers temps, celles-ci étaient voilés par un enduit bronzé.

## Les guerres

### Victimes de la guerre
La tradition n'a pas conservé le nombre et l'identité des victimes d'antan, par exemple s'il y eut des émules locaux du kemexhois Guillaume Franckot del Tchâssîe lequel s'engagea sous le drapeau d'un capitaine, "vrybuiter ou franc pillard" pour rançonner les paysans espérant, s'il en réchappait, revenir riche au village (ED); de participer aux échauffourées mortelles entre partisans des seigneurs Beaurieu alliés des Awans contre Pénilh rattachés aux Waroux au XIVe siècle. (ED)

#### Décès de Grognards
Les Kemexhois furent nombreux, au temps de la Révolution, à applaudir à la chute de l'Ancien Régime avec ses excès et ses misères. En compensation, chaque village devait fournir à Napoléon son contingent de soldats. Ainsi, en 1806, il y avait aux Armées 15 hommes sur 438 habitants de Kemexhe, autant qu'ensemble Crisnée (8, pour 308 hab.) et Fize-le-Marsal (7, pour 244 hab.). Cela ne se fit pas sans victimes.
- En 1836, Collard Henry Paschal n'assiste pas au mariage de son fils, étant absent de son domicile depuis 29 ans : il a disparu en 1807 dans l'armée de Napoléon.
- 22 septembre 1809 Tonssir OU Bonssir, Gilles, du 48e R.I.du ler Bat. de la 4e Cie; il meurt de diarrhée à l'Hôpital de la Chartreuse.
- 22 juin 1814 Baneux Antoine, du 61e R.I. du 1er Bat.de la 3e Cie; il meurt de fièvre, à 20 ans, à l'Hôpital d'Herdin (France)
- 19 février 1814 Bastin Nicolas, du 61e R.I. du 1er Bat. de la 3e Cie; il meurt de fièvre, âgé de 20 ans, à l'Hôpital de Hambourg.

#### Décès de miliciens
- 10 mars 1818 Demarche Gérard, fils de Georges et Dethier Marguerite, à la Citadelle d'Anvers
- 29 mai 1829 Grégoire Jean Paschal, milicien (23), fils de Jacques.
- 12 novembre 1836 Debouche Jean Jacques, milicien (20), fils de Joseph.
- 5 novembre 1864 Florkin Jean François (21), fils de François et Leduc Ida.

#### Décès de combattants 1914-1918
- Vincent Bonnecherre, Kemexhe 25 octobre 1887 - mort le 12 septembre 1914 époux de Georgine Devivier, fils de Libert et de Marie Devivier, soldat du XIVe Rgt de Ligne, mort pour la Belgique à Boortmeerbeeck (Brabant)
- Pascal Sacré, né à Kemexhe le 3 mai 1893 - mort le 28 octobre 1918, fils de Noël et de Marie Giroulle, soldat du XIIe Rgt d'Artillerie de la Chartreuse à Liège, mort pour la Patrie à l'hôpital militaire belge de Blosseville-Bonsecours (France)
- Raphaël Sacré, né à Kemexhe le 22 janvier 1896 - mort le 15 juin 1916, fils de Noël et de Marie Giroulle, volontaire de Guerre au XIIe Rgt de L. mort pour la Patrie à l'âge de 26 ans.

#### Décès d'un résistant
- Léon Joseph Mélon, né à Kemexhe 5 juillet 1923 - mort le 5 septembre 1944, célibataire, fils de Pascal François Joseph et de Marie Ida Elisabeth Sacré, résistant armé, de la Compagnie 419 du Groupe Otarie de l'Armée Secrète,mort pour la Belgique, à Ornai, à l'âge de vingt et un ans[19].

#### Prisonniers de guerre 1940-1945
Bonnechère Vincent — Bynens François — Chabot Séraphin — Coupienne Camille — Dessers Dieudonné — Dethier Eugène — Dethier Fernand — Devivier Albert — Dupont Fernand — Dupont Marcel — Dupont Léon — Dupont François — Dumont Marcel — Lacroix Clément — Martens Albert — Pextaerts Jean — Plessers Lambert — Sacré Octave — Warnier L. L. — Zilles Lambert.